# Trabant 1.1
La Trabant 1.1 è la quarta ed ultima generazione della Trabant, prodotta tra il 1990 e il 1991 dalla Casa automobilistica tedesco-orientale Sachsenring.

## Storia e profilo

### Genesi e debutto

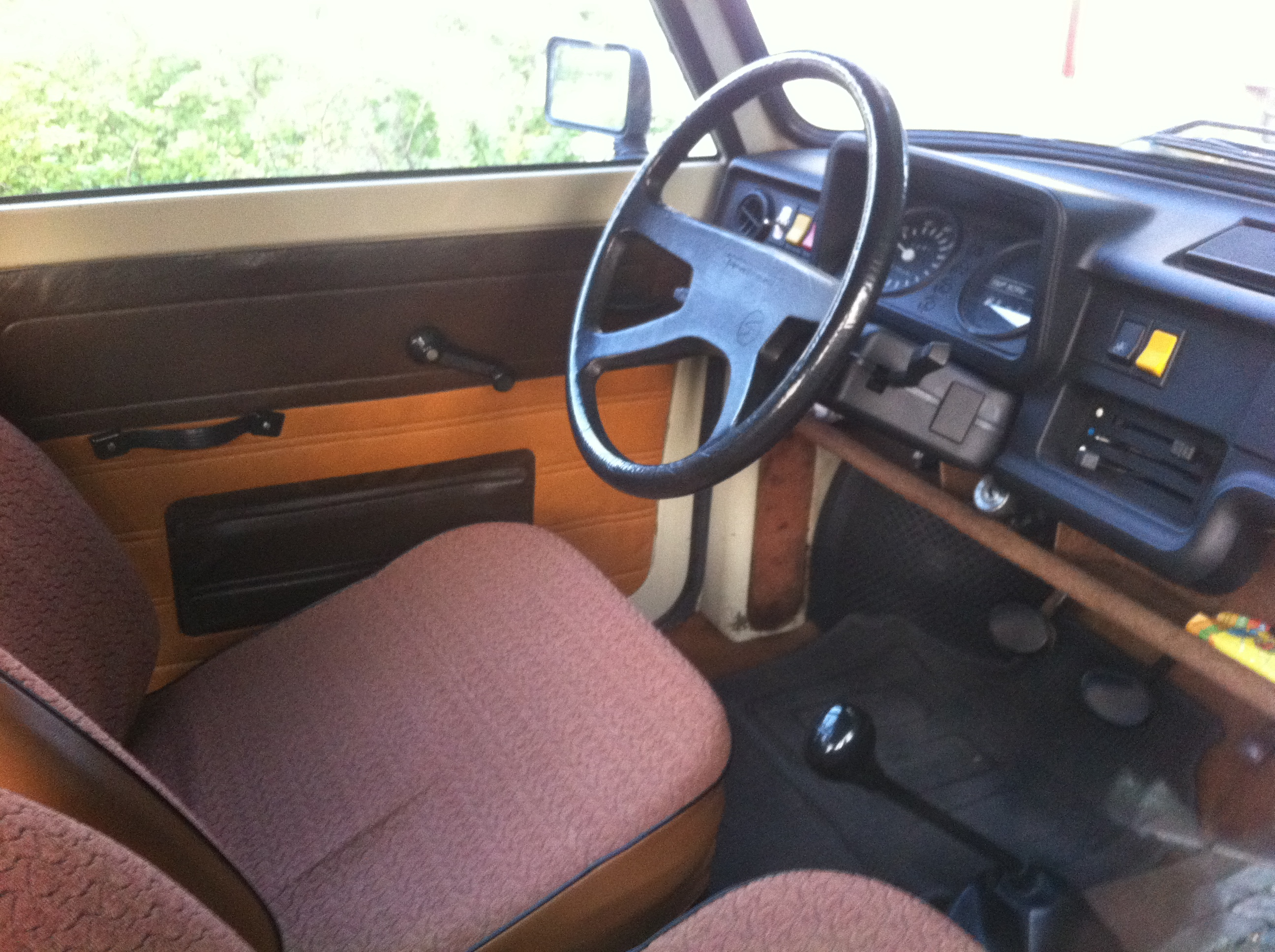
Interni

La Trabant 601, commercializzata a partire dal 1964 fu una vettura di indubbio successo commerciale, specialmente nella Repubblica Democratica Tedesca, sebbene fosse stata esportata anche in alcuni altri Paesi europei. Tuttavia, dopo dieci anni di carriera commerciale, gli ingegneri e i responsabili di produzione e marketing della Sachsenring, si posero il problema di dare un'erede a questa vettura, visto che nei Paesi dell'Europa occidentale i progressi tecnologici stavano facendo passi da gigante rispetto all'assurdo immobilismo imposto dal governo tedesco orientale all'intero apparato industriale della DDR, immobilismo che costrinse la IFA, ossia la holding industriale detentrice di tutti i marchi utilizzati per la produzione di veicoli in Germania Orientale, a produrre modelli (specialmente nel caso delle automobili) equipaggiati con motori a dir poco vetusti, basti pensare che il bicilindrico che muoveva la Trabant 601 era una evoluzione del bicilindrico di origine DKW risalente agli anni '30. Presso la Sachsenring furono diversi i tentativi di proporre qualcosa di nuovo e più moderno. Tra questi progetti vi fu per esempio quello relativo al prototipo WE II del 1982, una vettura con carrozzeria a due volumi con portellone, equipaggiata con un motore a quattro tempi di origine Škoda da 1.05 litri di cilindrata, ben più evoluto rispetto al motore della 601 utilizzato fino a quel momento, sebbene già all'epoca non fosse un esempio assoluto di modernità. L'avvio della produzione della WE II fu fissata per il 1984, ma di punto in bianco il progetto fu abbandonato, adducendo come scusa quella dei costi troppo alti. Un altro ottuso atteggiamento del governo tedesco orientale nei confronti di un'evoluzione tecnologica che ormai mancava alla DDR come l'aria per respirare.
Tuttavia, fra il giugno e il novembre del 1983 si snodò la vicenda relativa alle trattative con la Volkswagen, trattative che ebbero come scopo quello di ottenere la licenza di produrre motori da utilizzare per le Trabant del futuro, ma anche per le Wartburg 353, anch'esse dotate di meccanica vetusta (in questo caso un tricilindrico, ma sempre di origine DKW) e anch'esse bisognose di tecnologia più moderna. Pertanto, l'oggetto delle trattative fra IFA e Volkswagen si focalizzò principalmente su due motori, uno da 1.1 litri e l'altro da 1.3 litri. Mentre quest'ultimo avrebbe trovato applicazione nella futura Wartburg 1.3, erede della 353, l'unità più piccola sarebbe stata montata invece nel modello che avrebbe sostituito la Trabant 601. Sennonché, a complicare le cose arrivò puntualmente l'intervento del governo tedesco orientale, il quale pose come condizione imprescindibile quella di minimizzare i costi di tale operazione. Alla fine si stabilì che la IFA non avrebbe pagato in denaro, ma tramite prestazioni, e cioè producendo motori anche per la Volkswagen oltre che per sé stessa. In particolare fu la produzione di monoblocchi a interessare la Casa di Wolfsburg e così fu. A tale accordo si giunse dopo numerosi mesi di trattative e proposte di soluzioni, un ritardo biblico dovuto come al solito all'incompetenza delle autorità governative.
Il contratto di cooperazione, alla fine si trattò fondamentalmente di questo, fu perfezionato il 12 novembre 1984: secondo tale contratto, i monoblocchi Volkswagen prodotti in DDR sarebbero stati assemblati presso lo stabilimento Barkas situato nella città di Chemnitz (all'epoca denominata Karl-Marx Stadt).
Visto che il governo tedesco orientale dovette comunque stanziare ingenti investimenti, in particolare per la costruzione di un nuovo stabilimento nel quartiere Mosel di Zwickau, dove avrebbe dovuto aver luogo la produzione delle nuova Trabant con motore da 1.1 litri. Il vecchio stabilimento, situato sempre a Zwickau, avrebbe continuato parallelamente la produzione delle vecchie Trabant ancora per qualche tempo. I lavori per la costruzione del nuovo stabilimento terminarono nel 1988: alla fine dello stesso anno cominciò la produzione dei 150 esemplari di pre-serie (120 berline e 30 giardinette Universal). Una seconda preserie di 722 esemplari fu assemblata durante la prima metà del 1989, mentre la produzione degli esemplari definitivi cominciò nel mese di agosto dello stesso anno. La presentazione della vettura avvenne invece nell'autunno seguente e la commercializzazione fu avviata nel maggio 1990.

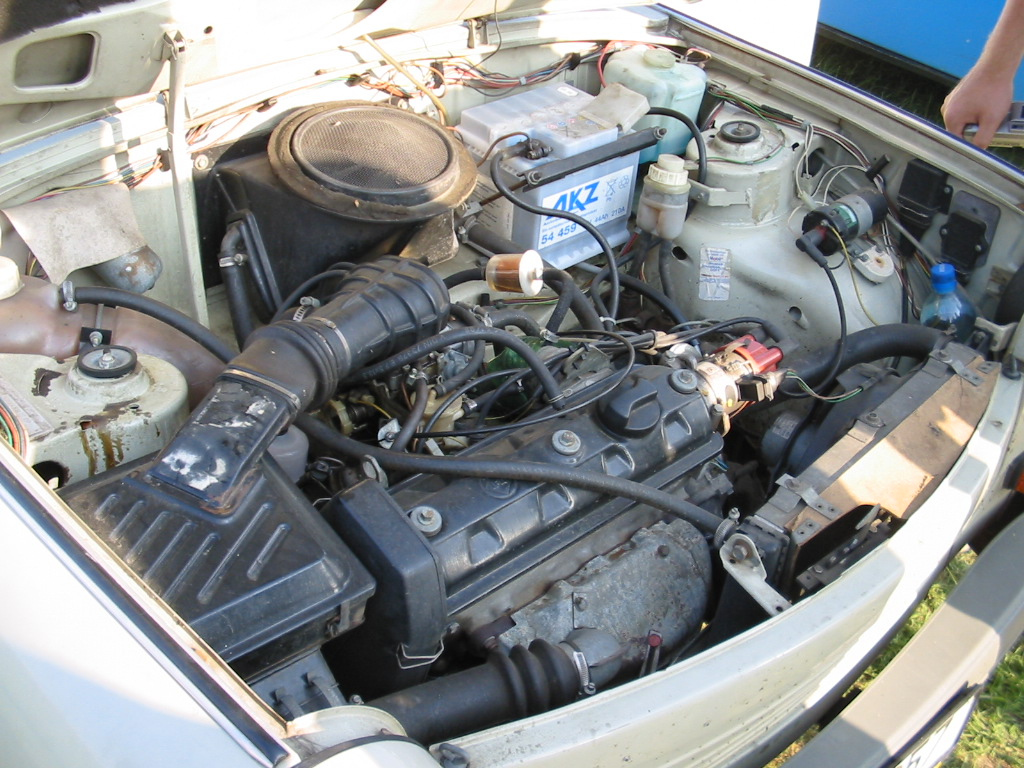
Il motore di origine Volkswagen

### Caratteristiche
Pur distaccandosi poco dalla vecchia Trabant 601 dal punto di vista stilistico, la Trabant 1.1 fu una vettura sensibilmente differente dal modello precedente se si considera il lato tecnico. Ciò fu un risultato considerevole se si pensa che gli enormi investimenti stanziati dal governo tedesco per la costruzione dello stabilimento ridussero al minimo le successive possibilità economiche per lo sviluppo di questo progetto. Ma già senza entrare nell'ambito puramente tecnico, alcune differenze vanno riscontrate in alcuni particolari come ad esempio il cofano motore non più realizzato in Duroplast bensì in lamiera di acciaio. Sul piano stilistico, la Trabant 1.1 si differenziava dalla 601 principalmente per la nuova calandra, per metà aperta e per metà chiusa, ma anche per i nuovi paraurti e gruppi ottici posteriori in plastica. Internamente fu ridisegnata la plancia, e in particolar modo il quadro strumenti, in cui il tachimetro venne affiancato da un secondo quadrante che raggruppava svariate spie e indicatori.
Ma come già detto, fu soprattutto sottopelle che si concentrarono le maggiori novità: innanzitutto il motore Volkswagen era un'unità a 4 cilindri in linea a quattro tempi da 1043 cm³ e in grado di erogare una potenza massima di 40 CV. Questo motore, siglato EA 111 presso la Volkswagen e BM 820 presso la Sachsenring, fu già impiegato con successo nella seconda generazione della Polo, pertanto disponeva già di contenuti tecnici che sulle Trabant 601 non erano ancora presenti, come la distribuzione a un asse a camme in testa con punterie idrauliche e il raffreddamento ad acqua. Per poter ospitare il nuovo motore a 4 cilindri, più ingombrante del precedente, il vano motore dovette essere modificato e il serbatoio, che nelle altre Trabant era posto anteriormente, dovette essere spostato nel vano bagagli. Inediti per una Trabant anche lo scarico, il carburatore monocorpo e l'accensione elettronica. Il cambio era del tipo manuale a 4 marce, completamente sincronizzato.

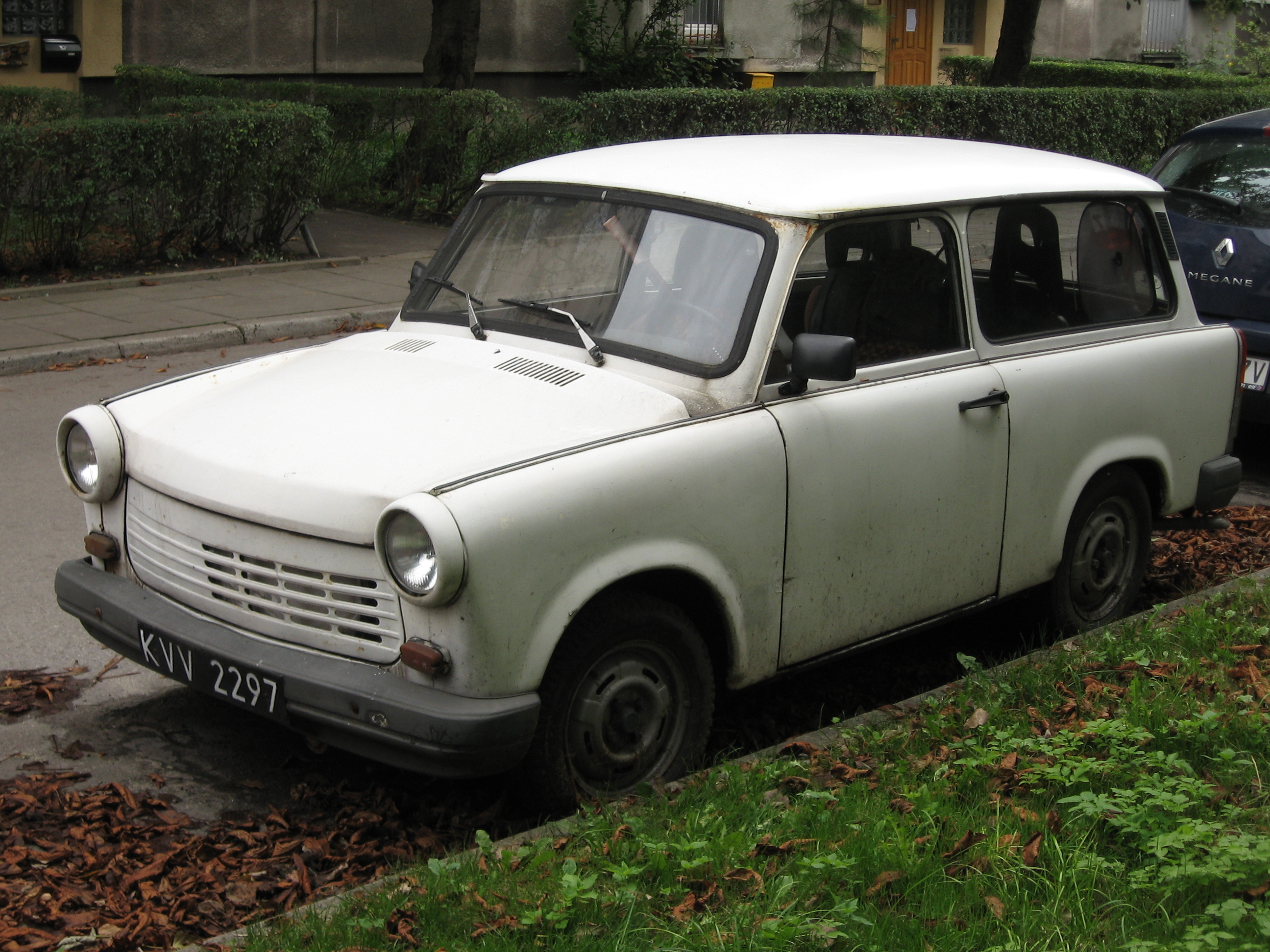
Trabant 1.1 Universal

Anche la meccanica telaistica ha conosciuto una grossa rivoluzione: l'avantreno a ruote indipendenti con triangoli e molle a balestra lasciò il posto a una nuova soluzione di tipo MacPherson con molle elicoidali. Analogamente, al retrotreno il vecchio assale oscillante cedette il passo a un nuovo schema a bracci obliqui. Le molle elicoidali posteriori non furono una novità, visto che furono montate già sulle 601 prodotte a partire dall'aprile del 1988. La principale novità relativa all'impianto frenante fu l'arrivo dei dischi all'avantreno, al retrotreno rimasero invece i freni a tamburo.

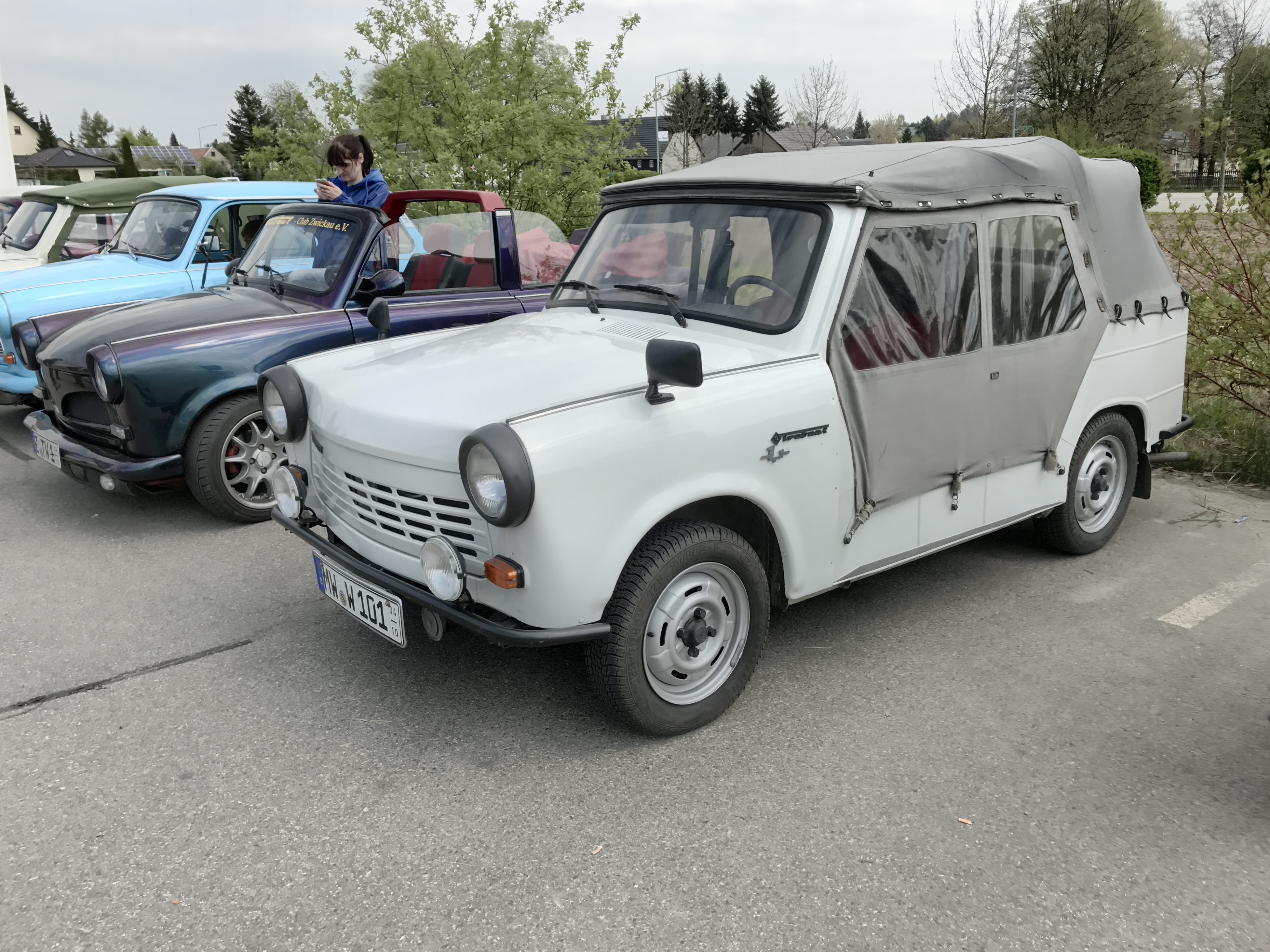
Trabant 1.1 Tramp

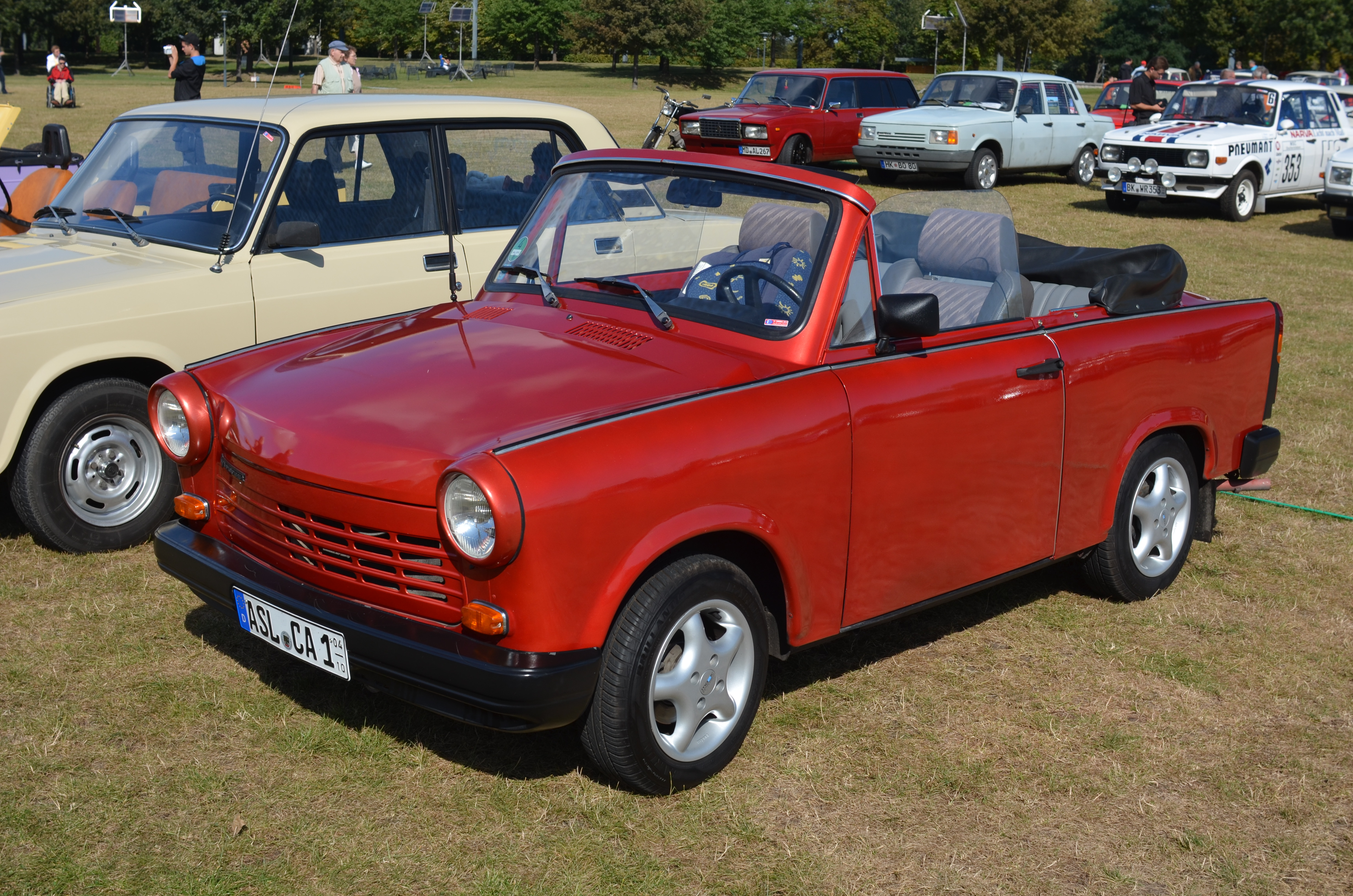
Fuoriserie con carrozzeria cabriolet

## Carriera commerciale
La breve carriera commerciale della Trabant 1.1 si snodò fra il mese di maggio del 1990 e il 30 aprile 1991: fu in quest'ultima data, alle ore 14:51, che l'ultima Trabant 1.1 (ma anche l'ultima Trabant della storia) uscì dalle linee di montaggio dello stabilimento di Zwickau-Mosel. Nel corso della sua commercializzazione, la Trabant 1.1 fu proposta, oltre che come berlina, anche come giardinetta (denominata Universal), come spiaggina (denominata Tramp) e come pick-up. Una manciata di esemplari di Trabant 1.1 furono ricarrozzati come cabriolet da carrozzieri esterni. In totale furono 38.994 le Trabant 1.1 prodotte, comprese le due.preserie (150 e 722 esemplari rispettivamente). Nel 1995, 444 esemplari di Universal 1.1 rimaste invendute trovarono un acquirente sotto una nuova denominazione, la Last Edition. A venderle fu la nuova azienda nata dalle ceneri della ex-fabbrica nazionalizzata che una volta fu sottomessa al governo tedesco orientale.

## Scheda tecnica[1]
| Modello                            | Trabant 1.1 |
| ---------------------------------- | --- |
| Varianti di carrozzeria            | Berlina 3 volumi 2 porte, giardinetta, spiaggina, pick-up                                                       |
| Anni di produzione                 | 05/1990-04/1991                                                                                                 |
| Esemplari prodotti                 | 38.994 |
| Motore                             | Barkas BM 820 (licenza Volkswagen)                                                                              |
| Posizione                          | Anteriore trasversale                                                                                           |
| Numero e disposizione dei cilindri | Quattro cilindri in linea                                                                                       |
| Cilindrata (cm³)                   | 1043 |
| Alesaggio e corsa (mm)             | 59 x 75 |
| Alimentazione                      | Un carburatore Weber                                                                                            |
| Rapporto di compressione           | 9.5:1 |
| Potenza massima (CV/rpm)           | 40/5300 |
| Coppia massima (Nm/rpm)            | 72.6/3000 |
| Trazione                           | Anteriore |
| Cambio                             | Manuale sincronizzato a 4 marce                                                                                 |
| Frizione                           | Monodisco a secco                                                                                               |
| Struttura                          | Pianale a piattaforma in acciaio con scocca imbullonata, sempre in acciaio, e pannelli carrozzeria in Duroplast |
| Sospensioni ant.                   | A ruote indipendenti con schema McPherson, molle elicoidali e ammortizzatori idraulici telescopici              |
| Sospensioni post.                  | A ruote indipendenti con bracci obliqui, molle elicoidali e ammortizzatori idraulici telescopici                |
| Impianto frenante                  | Idraulico, freni anteriori a disco, posteriori a tamburo                                                        |
| Pneumatici                         | 145 R13 o 155/70 R13                                                                                            |
| Massa a vuoto                      | 700-740 |
| Serbatoio                          | 28 litri |
| Velocità massima                   | 125 km/h |
| Accelerazione 0–100 km/h           | 22 secondi |
| Consumo medio (l/100 km)           | 8 |